# Kostel svatého Václava (Hulín)
Kostel svatého Václava v Hulíně je původně pozdně románský kostel z počátku 13. století, přestavěn byl barokně v polovině 18. století, má dochované románské prvky a monumentální portál. Areál kostela je od roku 1958 zapsán do seznamu památkově chráněných objektů ČR. 

## Historie
Kostel je v písemných pramenech poprvé připomínán roku 1261, kdy Hulín získalo olomoucké biskupství. Průzkum stavebního vývoje a rozbor dochovaných architektonických prvků ustálil dataci výstavby kostela do 30. let 13. století. Původně to byla románská jednolodní stavba s apsidou, emporou v zadní části lodi, rovným dřevěným stropem a nízkou věží. Empora byla přístupná schodištěm v tloušťce severní zdi a také samostatným vstupem zvenčí. Zobrazení předpokládaného románského kostela je patrné na městské pečeti z konce 13. století. 
Kostel svatého Václava prodělal podstatné změny na přelomu 16. a 17. století. V letech 1583–1584 byla znovu vystavěna částečně pobořená věž s využitím původních románských obvodových zdí věže a přidáno točité schodiště u severní zdi věže, přístupné zvenčí prostým obdélným portálem. Podle Pamětní knihy farnosti Hulín byl v roce 1613 osazen nový oltář a provedena úprava oken. V roce 1619 byla přistavěna severní předsíň zvaná Žebračka, která skryla románský portál. Renesanční podoba kostela je zaznamenána na pečeti z konce 17. století.
V průběhu třicetileté války byl kostel dvakrát vydrancován vojenskými oddíly a v letech 1634 a 1635 věž opakovaně vyhořela po zásahu blesku.
V roce 1747 kostel poškodil požár, který zničil střechu a dřevěné části stavby spolu s varhanami. V letech 1749-54 následovaly rozsáhlé opravy: původní románský presbytář s apsidou byl odstraněn a loď byla prodloužena a rozšířena k východu o jedno klenební pole a přidáno k ní kněžiště se sakristií, zvýšena koruna románské lodi a celý prostor byl jednotně zaklenut. Interiér prosvětlila velká okna se segmentovým závěrem. Autorství projektu bývá připisováno biskupskému architektovi Ignáci Josefu Cyranimu z Bolleshausu. Roku 1780 byl proražen průchod podvěžím s klasicistním portálem a na místě románské empory zbudována kruchta. V letech 1869-1870 byla zvýšena věž o zvonicové patro, kolem roku 1890 se opravoval krov a sanktusová věžička. V r. 1908 byl opraven a očištěn románský portál. Bylo upraveno kněžiště a u sakristie přistavěna malá předsíň. V roce 1934 byl zřízen nový vchod na kůr z točitého schodiště při věži. V roce 1937 byl upraven klasicistní portál pod věží podle návrhu sochaře Julia Pelikána. V závěru 40. let dvacátého století byla realizována oprava exteriéru, při níž byly odstraněny barokní omítky z románské lodi, její kvádrové zdivo doplněno a plošně přespárováno.  Tento vzhled byl zachován i při dalších opravách prováděných v průběhu 20. a počátkem 21. století.
V letech 2018–2019 proběhla generální oprava střechy a krovu, který byl napaden dřevomorkou. Během opravy byla v sanktusníku objevena schránka s archiváliemi. Šlo o listiny a mince z let 1885 až 1920. 

## Popis

### Areál
Areál kostela svatého Václava se nachází na návrší uprostřed obce v místě zaniklé tvrze v blízkosti říčky Rusavy. Tvoří jej farní kostel s pozdněrománskou lodí, ohradní zdí, márnicí a zbytky valu. Ohradní zeď obklopovala původně hřbitov, který byl zrušen v roce 1785. Nepravidelný půdorys zdi prozrazuje vznik v několika časových etapách. Nejstarší je severní úsek navazující na márnici. Mladší úsek z 18. století obíhá východní část kostela a je prolomen pilířovou branou směrem k budově fary. Nejmladší úsek se nachází na západní straně a je opatřen pozdně klasicistní branou, která vede k hlavnímu vstupu do kostela. 
Součástí areálu jsou barokní kamenné plastiky :
- Socha sv. Jana Nepomuckého z roku 1731 – na výrazném soklu kartuše s latinským nápisem a chronogramem – před vchodem do areálu kostela u brány bývalého hřbitova
- Krucifix s postavou sv. Kajetána z 1. čtvrtiny 18. století – restaurován v r. 2016[5] – před západním průčelím kostela
- Socha sv. Jana Nepomuckého z roku 1880 – sokl z jemnozrnného pískovce, socha světce z vápence typu Breitenbrun z pohoří Leitha – na jihovýchodní straně kostela[2]

### Exteriér
Kostel je orientovaná podélná jednolodní stavba s mírně odsazeným, segmentově uzavřeným kněžištěm. K jeho severní zdi přiléhá sakristie s oratoří v patře. V ose západního průčelí představěna hranolová věž s nakoso postavenými opěrnými pilíři na nárožích, přístupná zvenčí přístavkem s točitým schodištěm po jejím severním boku. Mezi schodištěm a opěrným pilířem je kaplička s nikou, ve které byla dříve umístěna dřevěná soška Madony na půlměsíci pocházející z doby kolem roku 1600. V podvěží je hlavní vstup do kostela s klasicistním portálem završeným moderním štítem vyplněným reliéfní polopostavou sv. Salvátora od sochaře Julia Pelikána. Ten je také autorem kamenných desek s reliéfy sv. Cyrila a Metoděje zasazených po bocích portálu.

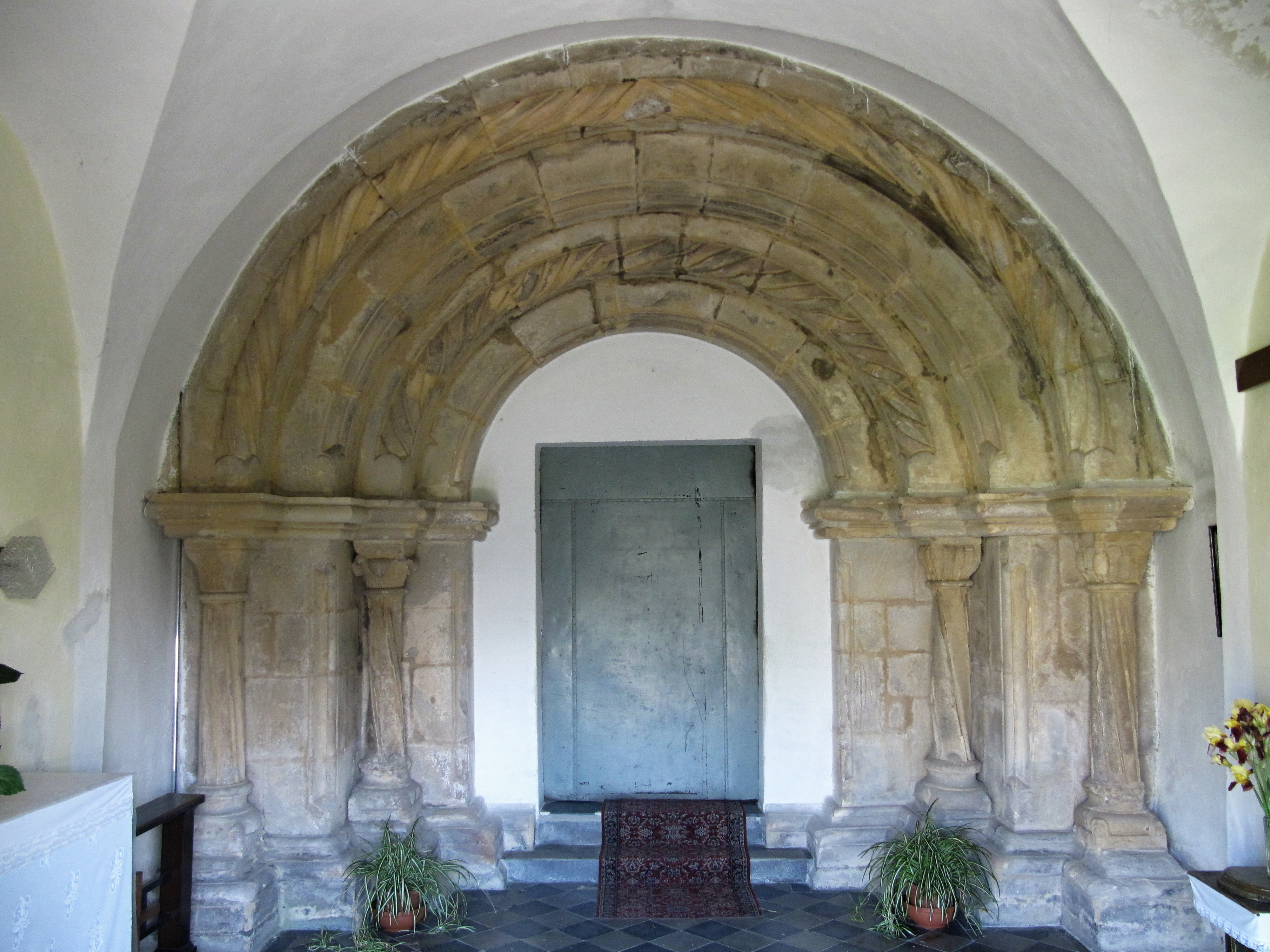
románský portál v kostele sv. Václava

Západní románská část lodi stavěná z tesaných kvádříků z hrubozrnného pískovce byla při poslední opravě ponechána v režném stavu a je viditelně odlišena od hladce omítnuté části z barokní přestavby. Délka této části je cca 15 m, tloušťka obvodového zdiva 150-160 cm. Kostelní loď si dochovala i několik okenních otvorů, jejichž dnešní podoba však není původní. Originální je pouze čtyřlisté okénko v jižní zdi a na severu okénko kulaté, osvětlující chodbu ve zdi se schodištěm na někdejší emporu. Původní vstup s románským portálem na severní straně lodi je zakryt přistavěnou předsíní. Románský ústupkový portál s půlkruhovým záklenkem o šířce 520 a výšce 445 cm tvoří čtyři sloupky se šikmo kanelovanými dříky, dole zakončenými patkou s nárožním drápkem. Každá z hlavic má jiné plastické řešení s akantovým a palmetovým dekorem. Výjimkou je západní hlavice vnějšího sloupku ostění zdobená čtyřmi ptáky s roztaženými křídly.
Střecha nad lodí je sedlová a na hřebenu zdobená malými věžičkami. Nad kněžištěm je střecha valbová a vystupuje z ní velký sanktusník. Věž je zakončena cibulí s lucernou, makovicí a dvojitým křížem. Na severní straně kněžiště je přistavěna obdélná sakristie s oratoří v patře, která je přístupná točitým schodištěm v koutu sakristie.

### Interiér
Obdélníková loď je zaklenuta dvěma poli placek, presbytář s půlkruhovým závěrem jedním polem placky a konchou. Na severní straně je vchod do sakristie. Pole lodi u presbytáře je rozšířeno bočními výklenky. V západní části lodi je zděná kruchta podklenutá třemi poli křížové klenby. Varhany postavil v roce 1941 Josef Melzer z Kutné Hory. Kvůli jejich celkově špatnému technickému stavu ovšem musely být již v roce 1986 z velké části nahrazeny novým nástrojem, který zhotovilo Varhanářství Brno - Bohunice (součást Dřevopodniku města Brna) nákladem 450 000 Kčs. Tyto varhany slouží v kostele dodnes. Dlouholetými hulínskými varhaníky byli Ing. Vladimír Omasta (1920–2000) a Ing. Jaroslav Čechmánek.
Interiér a zařízení kostela souvisí s dobou jeho barokizace a podílela se na něm sochařská dílna Františka Ondřeje Hirnleho z Kroměříže a hulínský malíř Jan Nevídal, který je mj. autorem monumentálního obrazu Nanebevzetí Panny Marie na jednom z bočních oltářů. Ve zděném sloupovém retabulu hlavního oltáře je zasazen moderní reliéf sv. Václava s panoramatem Prahy od Rudolfa Doležala st. z roku 1934. U paty sloupů po stranách oltáře stojí dvě pozdně barokní štukové figury sv. Cyrila a Metoděje. Oltářní nástavec nese obraz sv. Ludmily. Interiér kostela dotváří přízední kazatelna s baldachýnem a protější křtitelnice při jižním pilíři barokní části lodi. Lavice zdobené mělce řezanými rokajovými motivy na čelech a bočnicích pocházejí z konce 18. století. Dochovalo se sedm párů cechovních postavníků z 2. poloviny 19. století (ševců, řezníků, kolářů a kovářů, tesařů, pekařů, krejčích, tkalců).
Pod podlahou kostela, přibližně na úrovni předních lavic ve středové části před presbytářem, se nachází krypta, která byla zbudována v souvislosti s barokní přestavbou kostela v padesátých letech 18. století. Do krypty byl v roce 1756 pohřben tehdejší farář Kryštof Jan Kořiske, v pozdějších letech už zřejmě nebyla nevyužívána. V současnosti je krypta prázdná a nepřístupná, původní vchod byl totiž překryt kostelní dlažbou, naposledy v devadesátých letech 20. století.
Ve věži jsou zavěšeny tři zvony: dva velké a jeden malý zvonek – umíráček. Tato trojice zvonů je pak doplněna ještě čtvrtým zvonkem, tzv. „sanktusákem“, zavěšeným v sanktusníku. Nejstarším zvonem je jeden ze dvojice velkých zvonů, jehož vznik je podle vyobrazeného rodového znaku olomouckého biskupa Jana Dubravia datován do doby jeho episkopátu, tj. 1541–1553. Druhý velký zvon nese jméno patrona kostela sv. Václava a byl ulit v roce 1950 v národním podniku ZUKOV Česká u Brna (původně slévárenská firma zvonaře Ing. Rudolfa Manouška ml.). Kromě výše uvedeného renesančního zvonu se dochoval i druhý původní hulínský zvon, původně zasvěcený Panně Marii a sv. Václavu, který byl ulit v roce 1631 v Uherském Brodě. Tento zvon v roce 1895 odkoupil od farnosti tehdejší hulínský farář P. Josef Potůček pro nově budovaný farní kostel v Žeranovicích, kde se zvon nachází až doposud. 

## Galerie

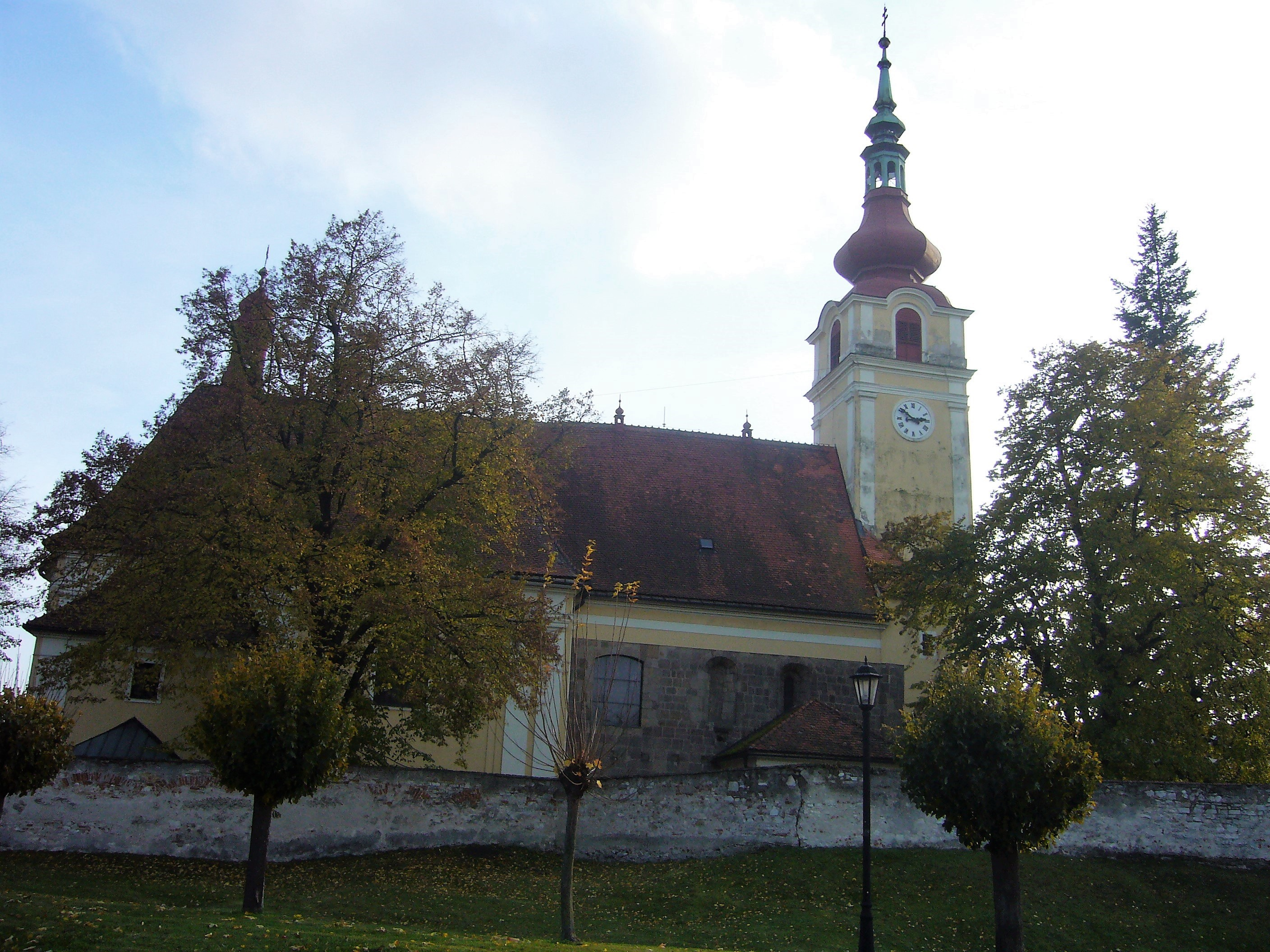
kostel sv. Václava s ohradní zdí - pohled od severu
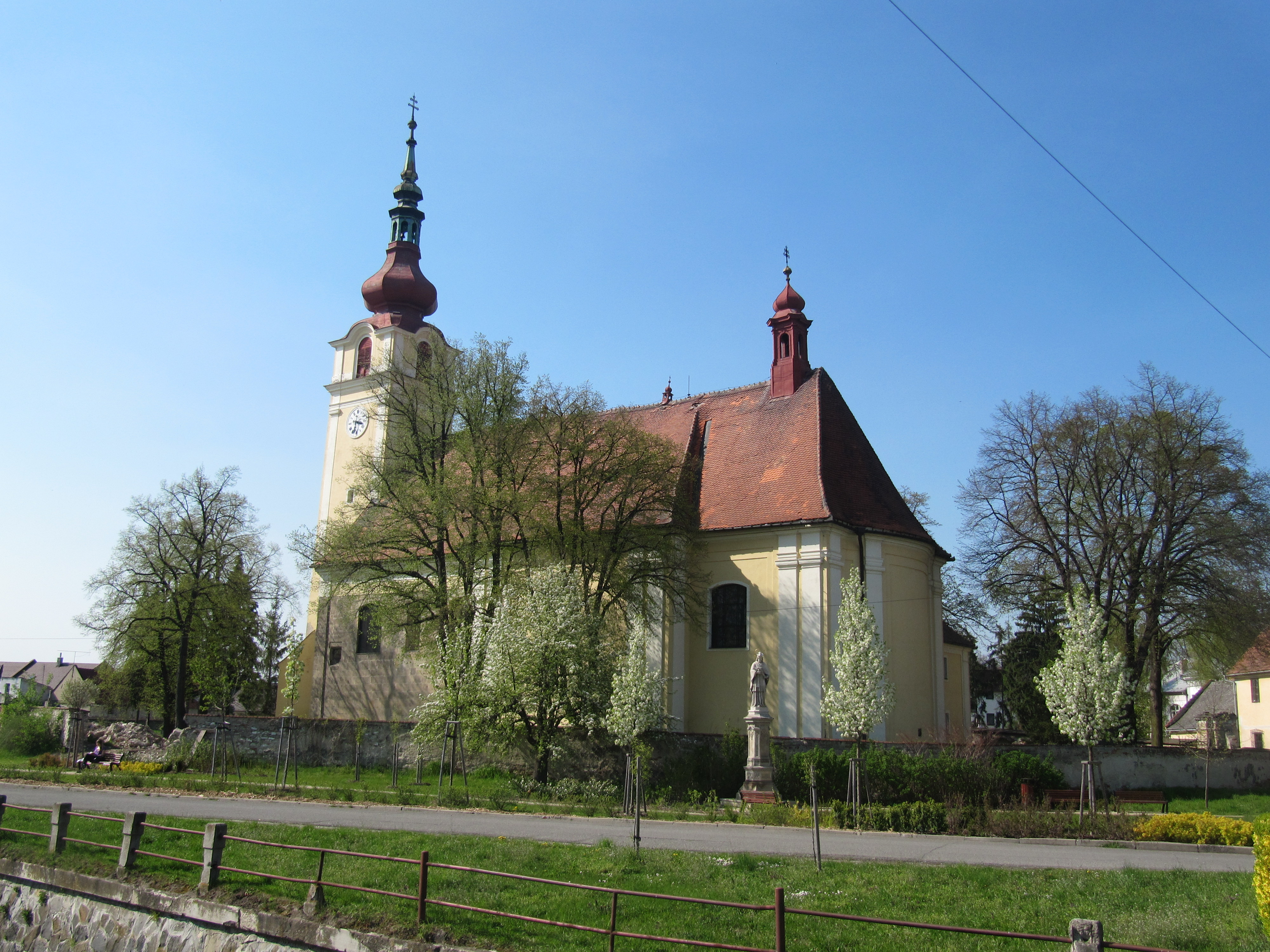
pohled na kostel sv. Václava od říčky Rusavy
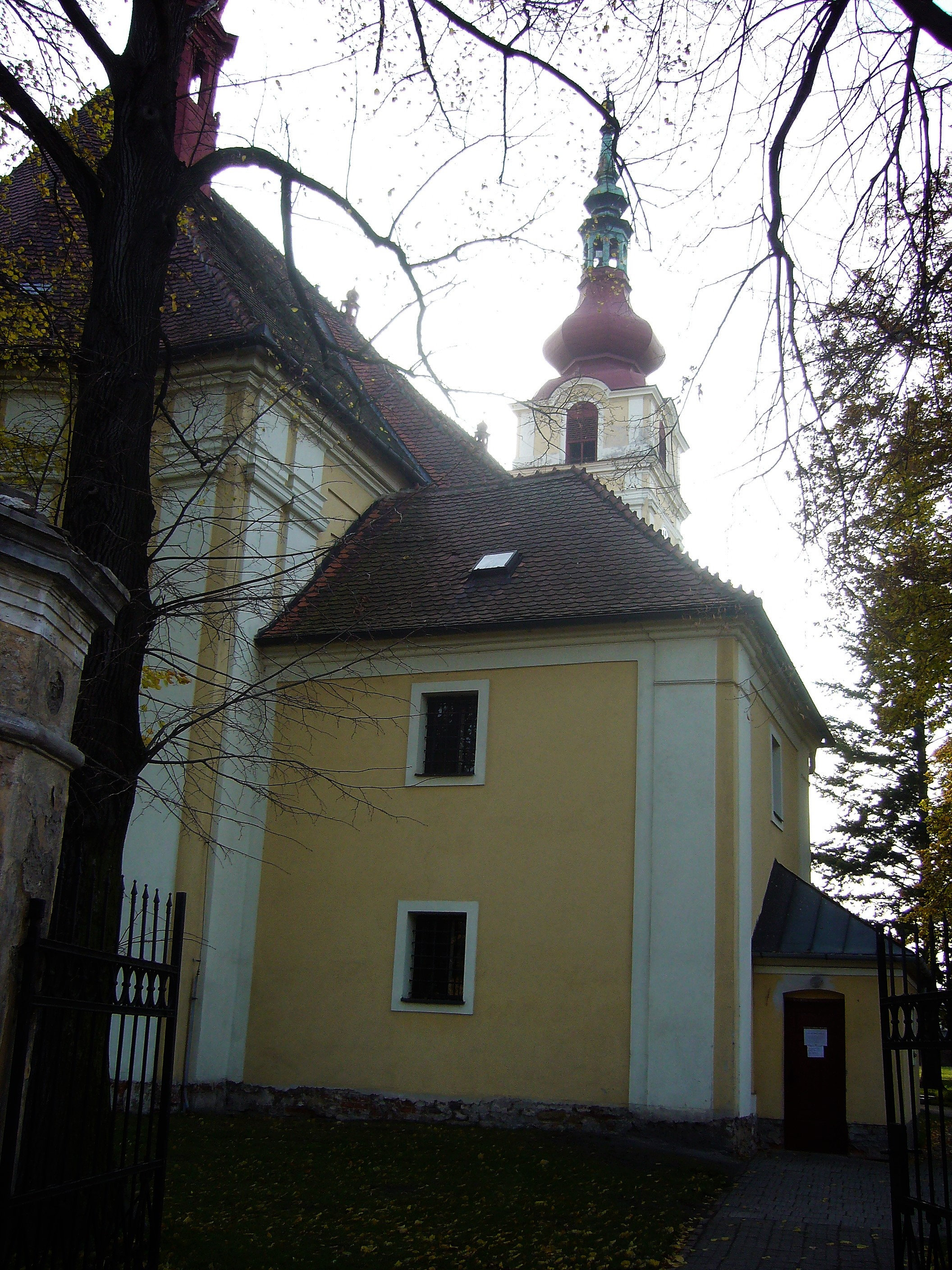
sakritistie s oratoří
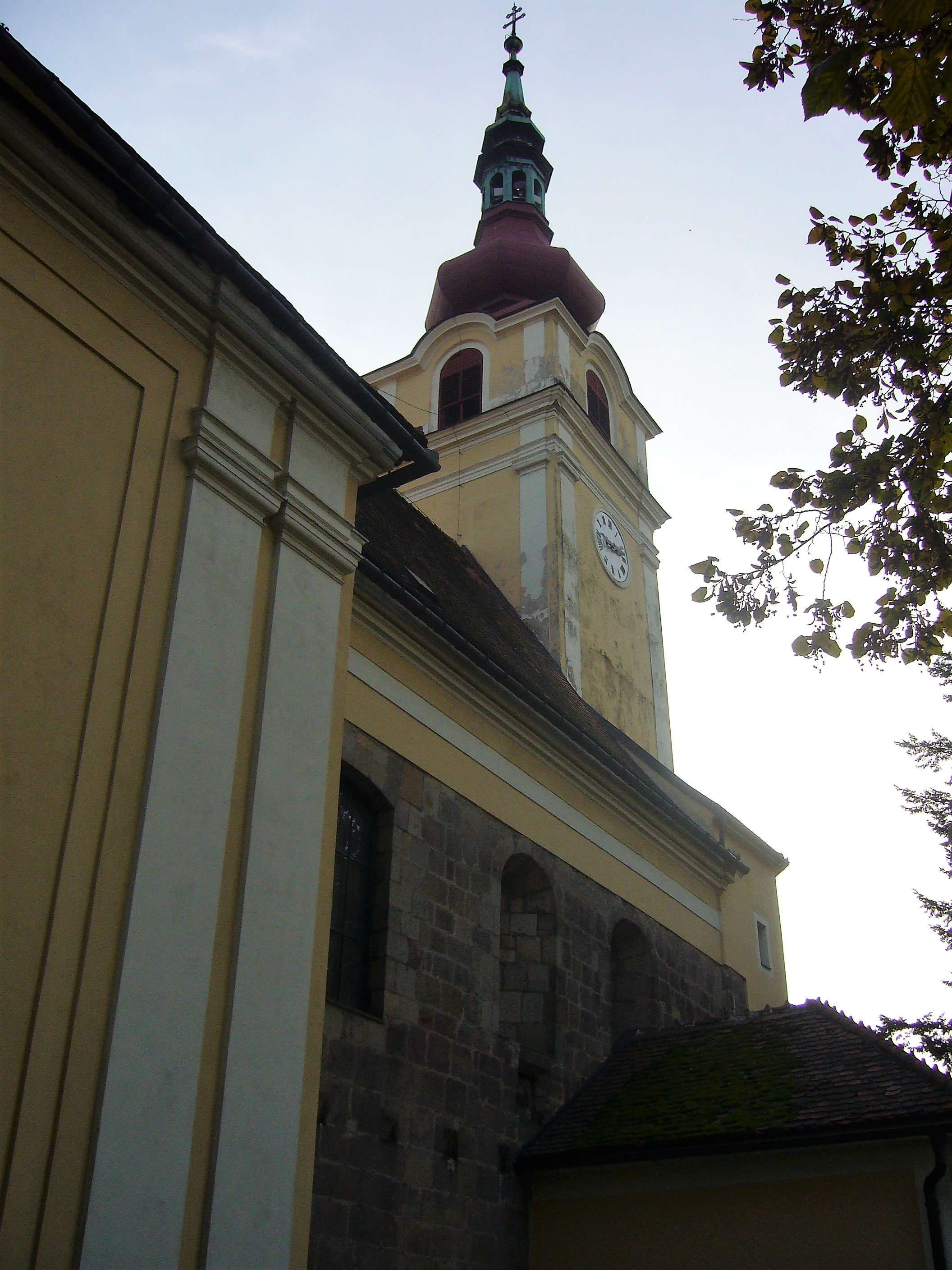
románská část lodi
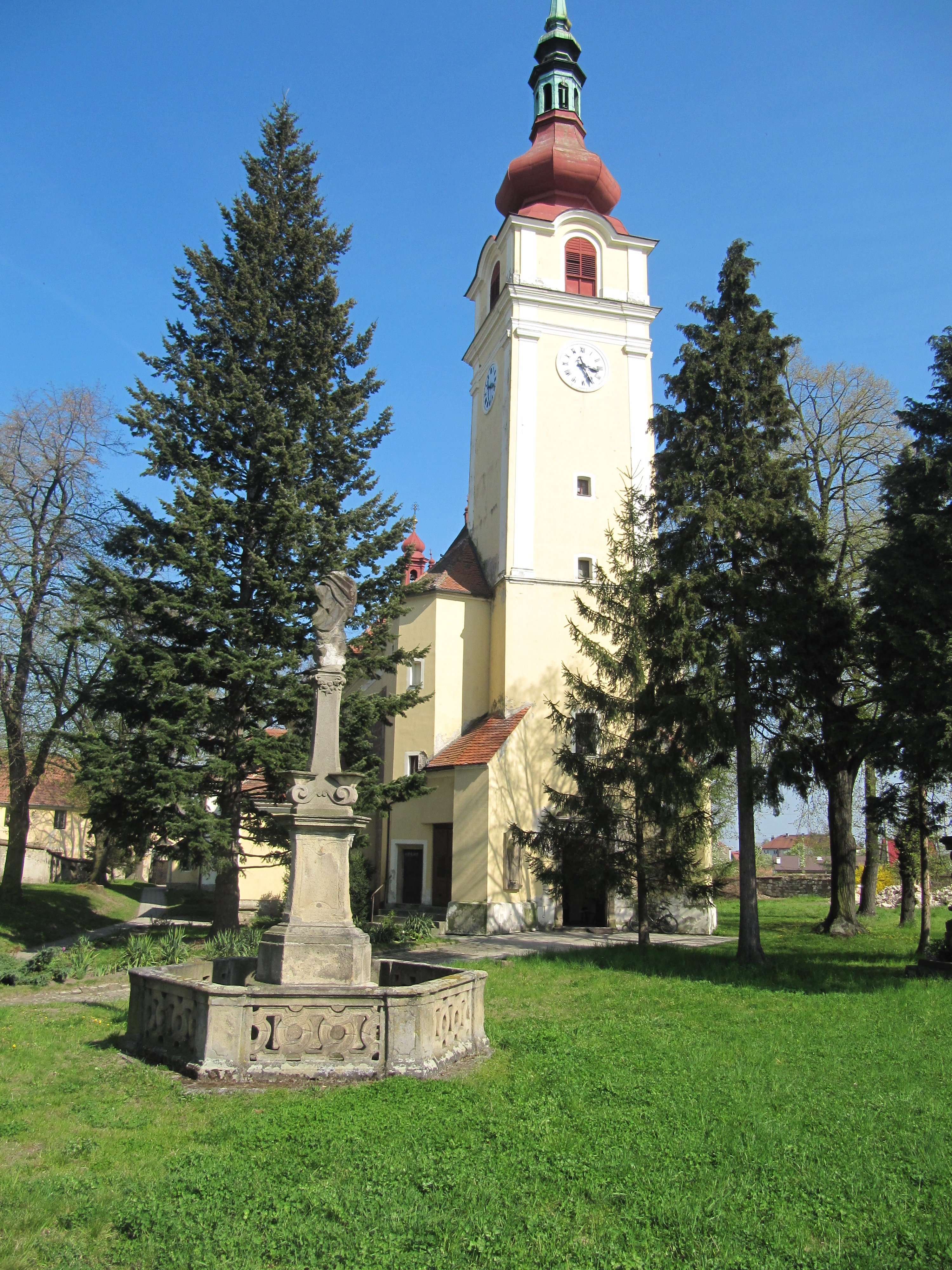
průčelí kostela s věží, v popředí sloup sv. Trojice (v současnosti přemístěný na hulínské náměstí)
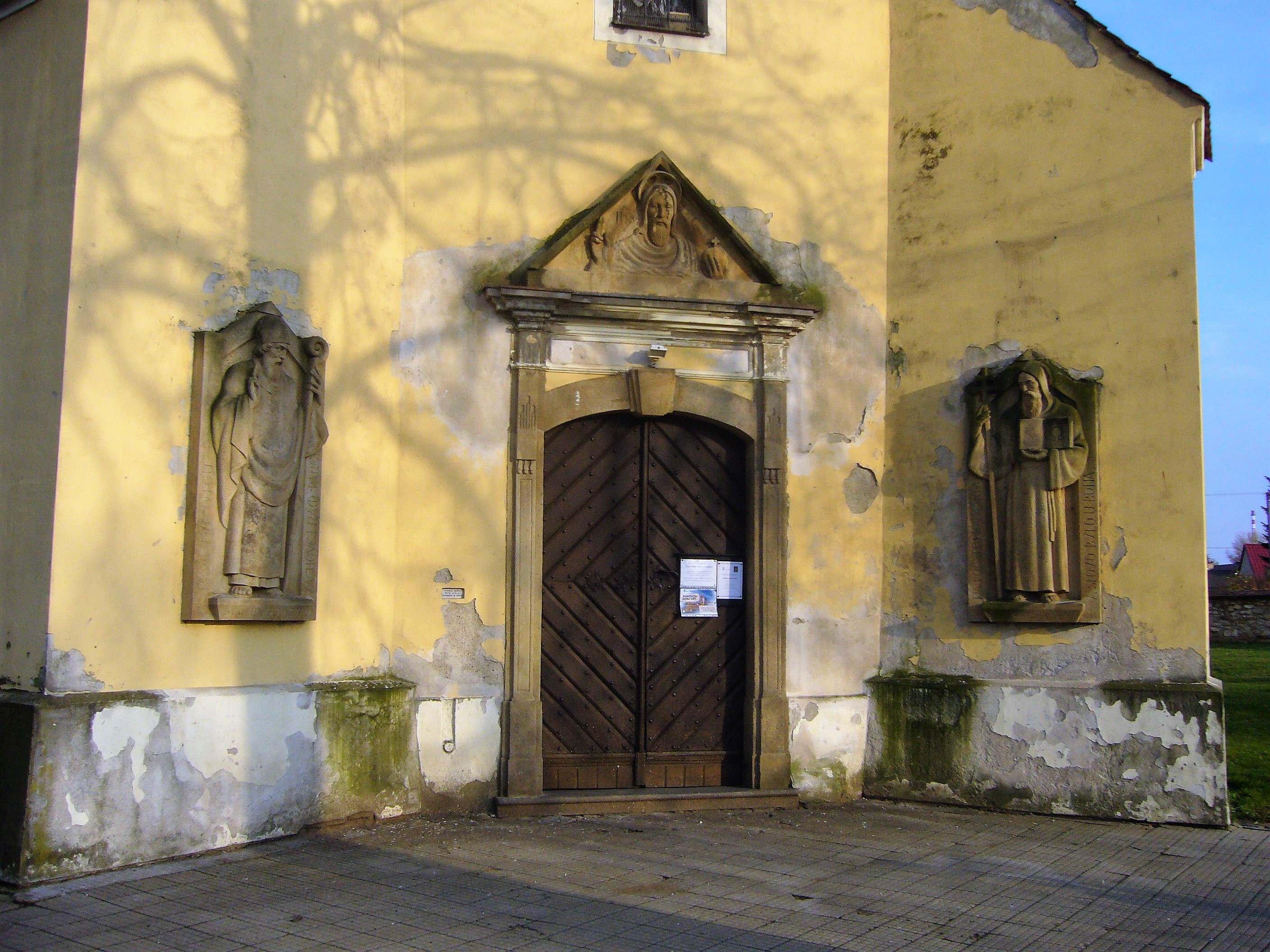
vstup do kostela - sv. Cyril a Metoděj, sv. Salvátor - dílo J.Pelikána
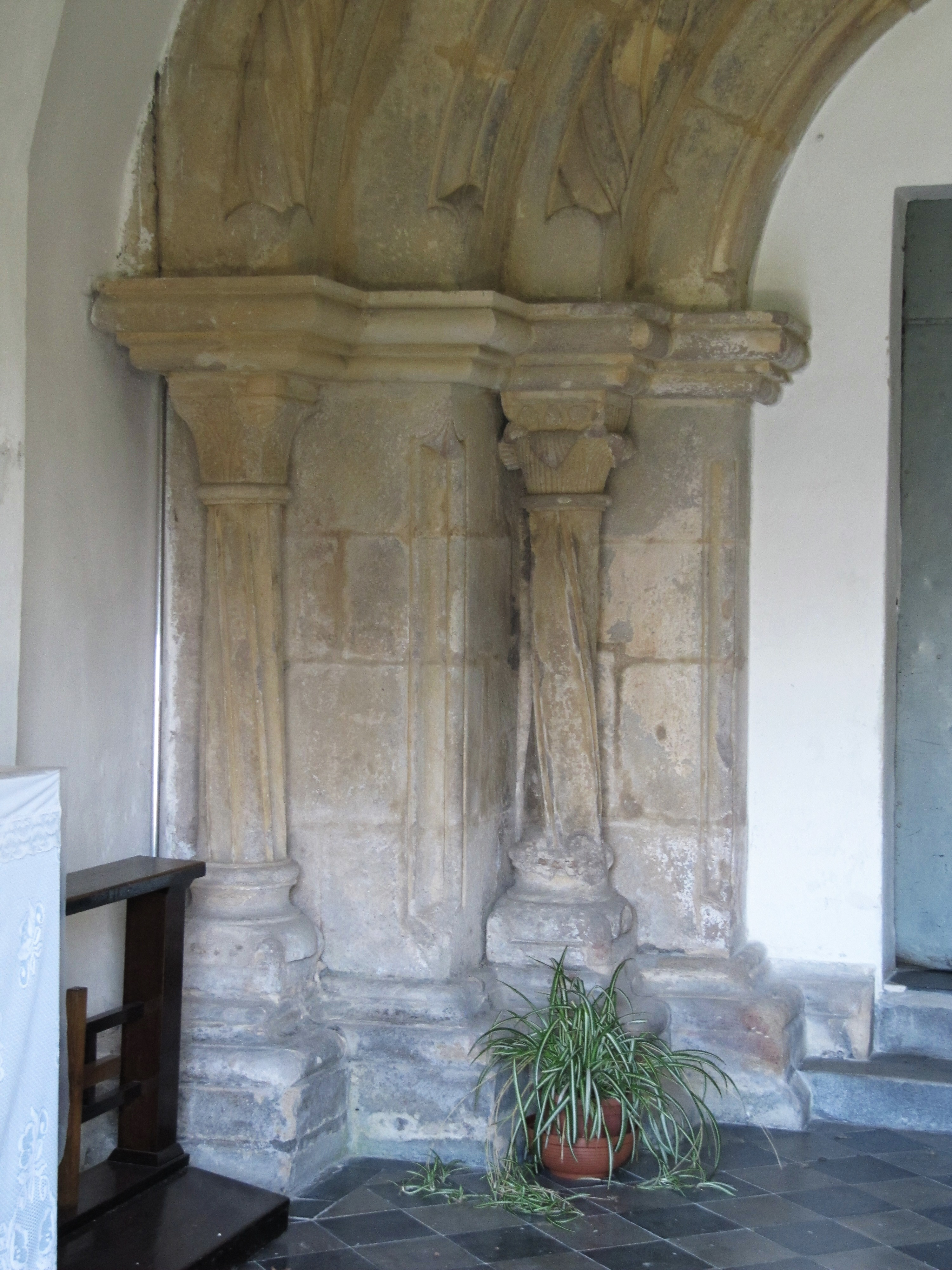
detail románského portálu
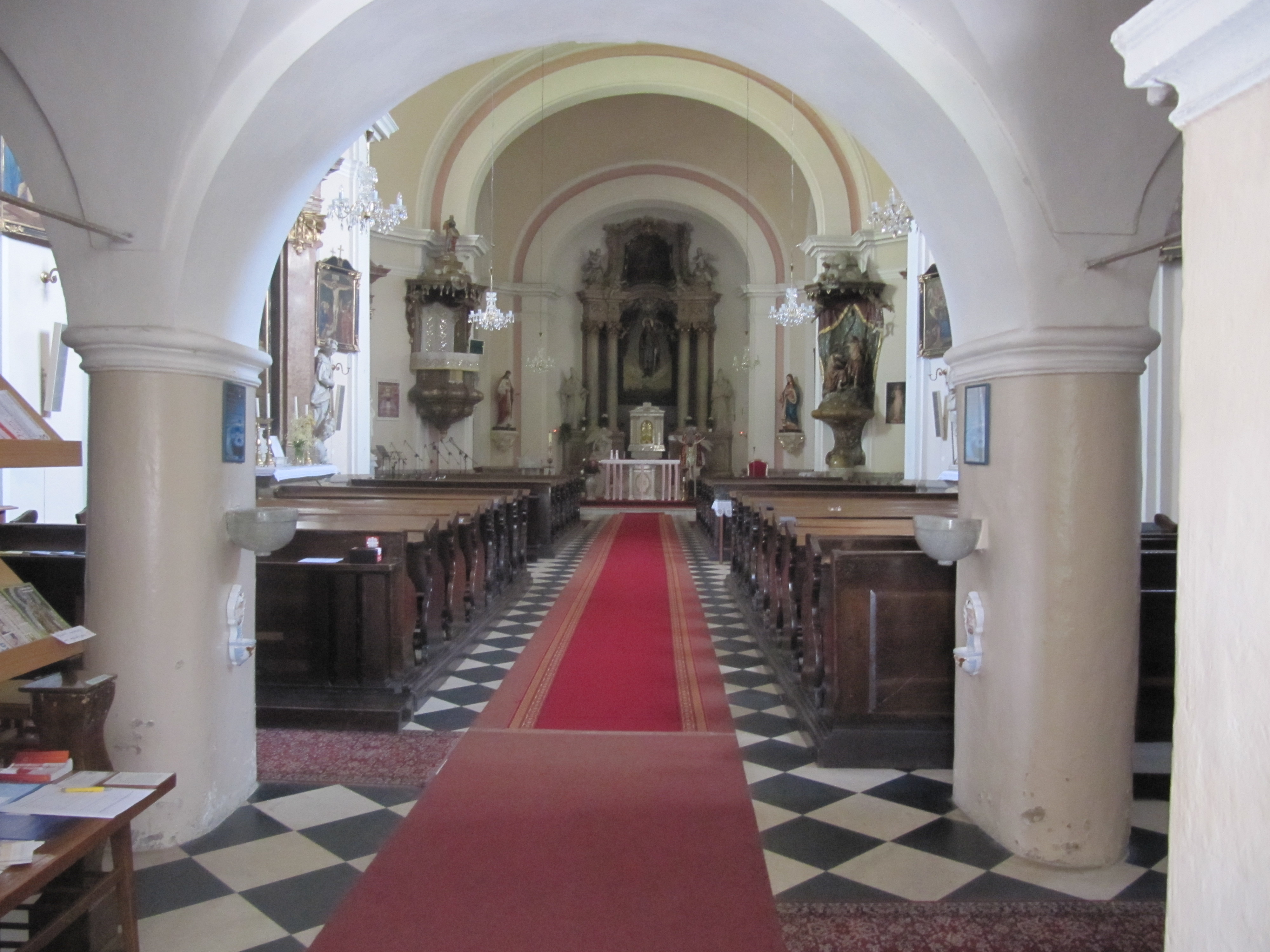
interiér kostela v Hulíně
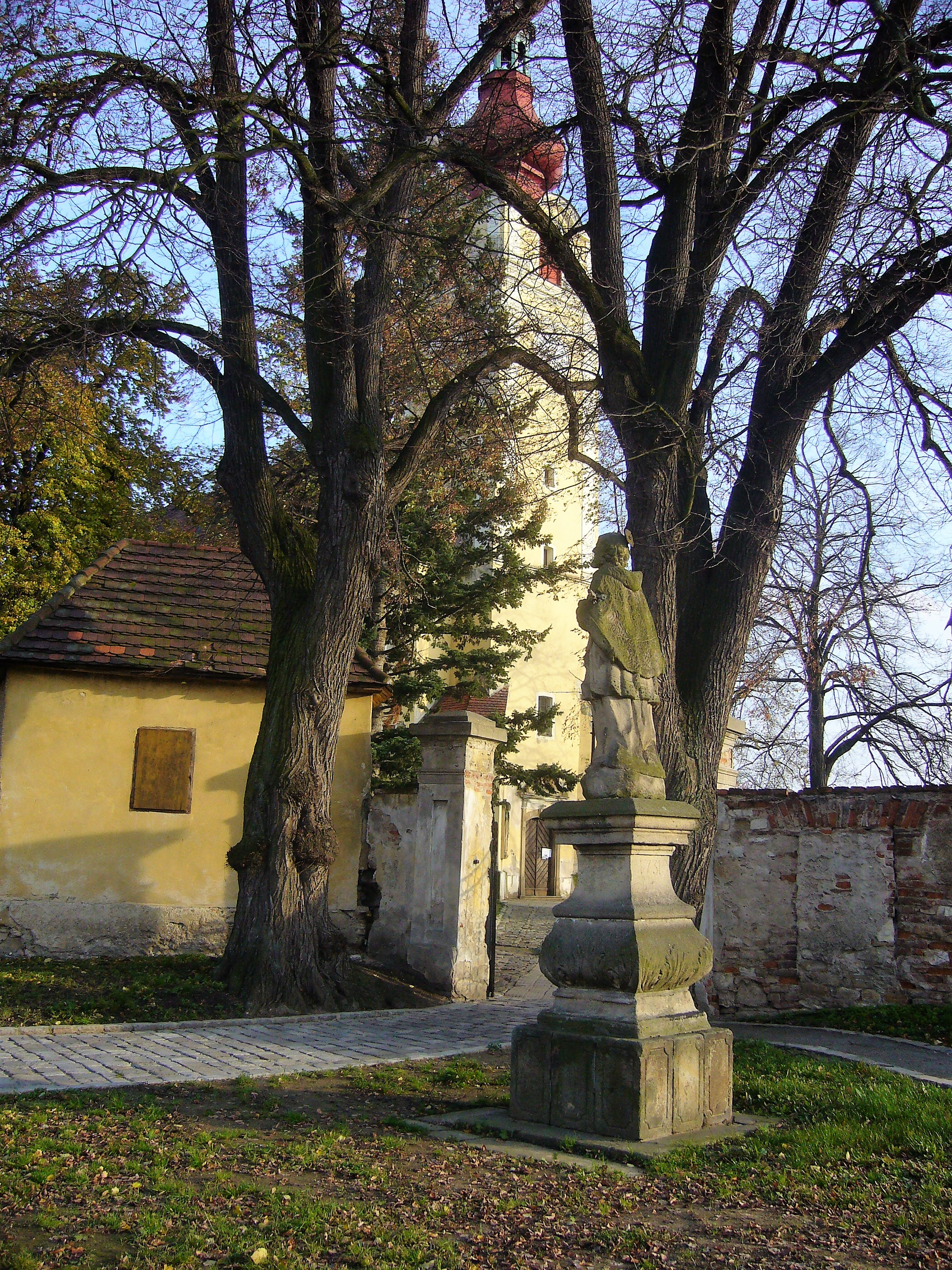
socha sv. Jana Nepomuckého (z roku 1731) před branou, vlevo márnice
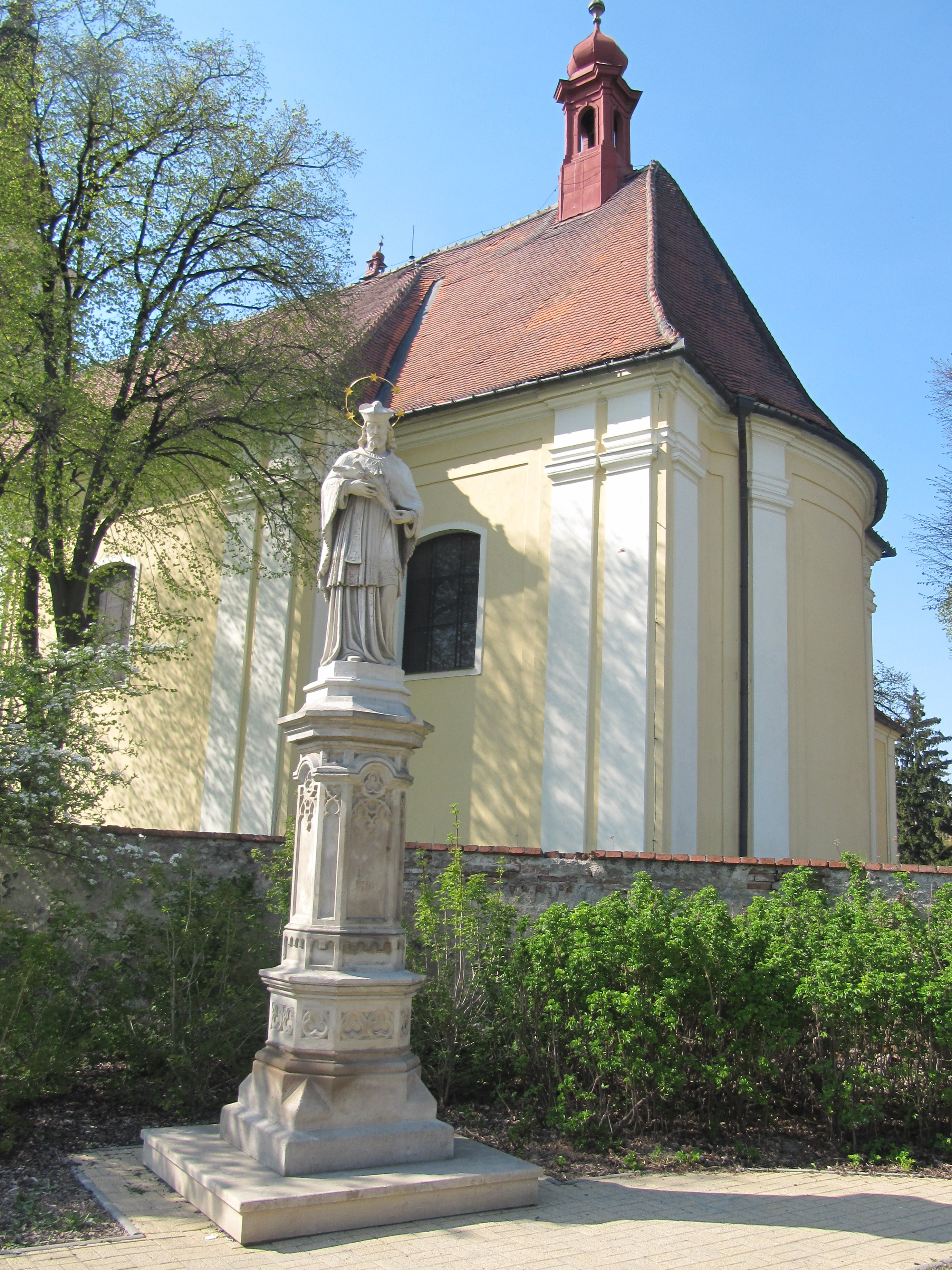
socha sv. Jana Nepomuckého (z roku 1880) za kostelem